# Бургер, Йорг
Йорг Бу́ргер (нем. Jörg Burger; род. 24 марта 1962, Кёльн) — немецкий музыкант, один из родоначальников кёльнского minimal techno.

## Биография
Йорг Бургер, известный также как Burger Industries, Triola, The Bionaut и The Modernist, подтвердил свой статус ключевой фигуры кёльнского minimalist techno. Хотя альтер эго Йорга Бургера, The Modernist, настаивает на внимании к настоящему времени и современности, тем не менее, Бургер, наряду с более ожидаемым признанием в любви к стилю техно, признался (возможно, неожиданно для себя самого) в своей любви к классическому инди-попу, который создавали в 80-е годы в Великобритании такие монстры, как Aztec Camera, Orange Juice, Scritti Politti и The Smiths. Правда, когда в 2003 году Бургер включил в альбом Kangmei композицию, названную «Mickey Finn» в честь покойного ударника группы T.Rex Микки Финна, это, пожалуй, оказалось даже большей неожиданностью.
Йорг Бургер, по-видимому, пришёл к тому же самому выводу, что и его собрат и коллега Михаэль Майер (Michael Mayer), заявивший: «Что касается стиля minimal techno — в нем все уже сделано…» (ещё в 1992 году Бургер утверждал, что собирается делать музыку в стиле acid house, проникнутую духом поп-музыки); поэтому «мелодичный минимализм» The Modernist’а пропитан идеально сбалансированными гитарными обертонами и грамотно размещенными вокальными вставками. Несмотря на привязанность к «классической поп-музыке», Бургер называет в качестве отправной точки 1988 год, год победного шествия музыки acid house по всем танцполам Европы. Двумя годами позже Йорг Бургер выпустил свои первые композиции в сборнике Teutonic Beats Томаса Фельмана (Thomas Fehlmann). Через год Бургер основал лейблы Trance Atlantic и Monochrome, на которых выпускались композиции, написанные Бургером и его другом и партнером Вольфгангом Войтом (Wolfgang Voigt), известным также как Майк Инк (Mike Ink). Погрузившись в эту культуру электронной музыки, Бургер основал в Кёльне филиал магазина Delirium (впоследствии эволюционировавший в лейбл Kompakt), а также лейбл Eat Raw и начал выпускать журнал House Attack.
В 1995 году Бургер принял участие в возрождении под эгидой EMI Germany лейбла Harvest, на котором он выпустил восторженно принятые публикой альбомы The Bionaut: Lush Life Electronica и (совместно с Вольфгангом Фойтом) Burger /Ink: Las Vegas.
Пик популярности лейбла пришёлся на 1997 год, когда Бургер запустил новый проект The Modernist с дебютным альбомом Opportunity Knox.
Два года спустя после нескольких релизов Бургер ушёл из Harvest, чтобы основать собственный лейбл совместно с Sony music. Впоследствии Бургер создает сеть рекордингов Popular Organization, в которую вошли подразделения Popular Sound, Popular Music и Popular Tools, на последнем из которых вышел альбом The Modernist’а Explosion 1999.
Этот альбом получил лицензию и был переиздан студией Matador Records (США) под измененным названием Explosion 2000. До этого на лейбле Matador в США выходил классический альбом Burger/Ink Las Vegas.
В следующий альбом Kangmei, вышедший в 2003, вошла композиция под названием «Protest Song»: по-видимому, когда Бургер дал своему релизу название, которое переводится как «сопротивляйся Америке» («resist America»), он хотел сделать какое-то политическое заявление или выразить протест. В действительности это были просто дальнейшие вариации Бургера как артиста на тему постоянной неопределенности в отношении к Америке.
2004 год ознаменовался возвращением Йорга Бургера к друзьям и бывшим партнерам с лейбла Kompakt, где он выпустил альбом Triola Im Fünftonraum — ультрасовременное дополнение к тем концепциям, которые он разрабатывал в 90-е годы под именем The Bionaut.
В конце 2005 года был основан лейбл Kompakt Studios; с тех пор Бургер начал работать с Райнардом и Вольфгангом Фойгтами (Reinhard & Wolfgang Voigt), Юргеном Паапе (Jürgen Paape), Михаэлем Майером и Superpitcher’ом.
Последний релиз Йорга Бургера в августе 2006 года — микшированный и комбинированный компакт для уникального проекта нового лейбла Штефана Штрюфера (Stefan Struever) под названием: коллекционная серия, часть 1: The Modernist.
В декабре 2006 года проект Echo Club, результат нового сотрудничества Йорга Бургера и Рейнарда Фойта, выпустил на лейбле Kompakt дебютный 12-дюймовый сингл Welcome to Echo Club.
Также весной 2007 года проект Burger/Ink воссоединился под новым названием Burger/Voigt — через 11 лет после выхода альбома Las Vegas.
Первые релизы этого проекта на лейбле Kompakt — Bring Trance Back и Roter Platz.
Последние сольные релизы Йорга Бургера (и первые полноценные релизы под собственным именем) — это Jörg Burger Polyform 1 & 2 на лейбле K2.

## Дискография

### Альбомы
1990 год
- 2 Tracks on Thomas Fehlmann's UK- Compilation "Teutonic Beats"

1991 год
- B. Movement - M.D.Colours (12" Trance Atlantic)
- Biosphere #1 - 1st Encounter (12" Trance Atlantic)
- Science Wonder - Braindrain (12" Trance Atlantic / with Mike Ink)
- Formicula 4 - Formic Acid (12" Trance Atlantic/ with M.Ink, Bolz Bolz & Rootpowder)
- Burger Industries - Vol. 1 (12" Trance Atlantic)
- Pacific 231 - 12 Years in N.Y.C. (12" Monochrome / with M.Ink)
- Stardiver - Lifetime Mission (12" Technozone)

1992 год
- Love Inc. - The Comeback (12" Force Inc./with M.Ink)
- The Bionaut - Everybody´s Kissing Everyone (LP Blue)
- Structure - We are Structure (12" Structure / with M. Ink, Jammin´Unit & Dr.Walker)
- House Hallucinates - Prisoners of XTC (12" House of Underground, later licensed to Power Traxx, N.Y.C. and IT-Records, London)
- M.f.A.- same (LP Blue / with M.Ink, Jammin?Unit & Dr.Walker)
- Steve "Silk" Hurley - Jack Your Body /Burger Industries & Bionaut Remixes (12" House of Underground)
- The Sculpture - The Monument (with M. Ink)

1993 год
- The Bionaut - Frugivore ( CD/LP & 4x 7" in a Fruitbag/ Eat Raw)
- The Bionaut - Everybody´s Kissing Everyone -Remixes (12" Intense /Force Inc.)
- Ethik I - Music for Stock Exchange (CD Eat Raw / with M. Ink)
- Seventyseventyseven - Movin´77 (12" Intense /with M. Ink, R. Voigt , J.Paape)
- B. Movement - Flow Motion (12" Intense )
- Burger Industries - Vol. 2 "That was then but this is now" (12" Structure)
- Burger Industries - Vol. 1 limited Re-release incl. different tracks (12" Structure)
- Burger Industries - Same (CD Structure)

1994 год
- Burger Industries - Vol.3 "Virtual Elvis (12" with limited 7"/ Eat Raw)
- Ethik II - Individual Traffic ( CD Eat Raw / with C. Vogel, T. Heckmann, R. Voigt, J. Paape, M. Mayer, Dr. Walker, Jammin´Unit)
- The Brotherhood of Structure - We are Family (12" Structure/ with M. Ink, Dr. Walker, Jammin´Unit)
- J. Burger - 100% 303 free (7" DJ-ungle Fever)
- The Sculpture - Spartacus (12" Structure)
- G.E.F. - same (12" Blue / with Dr. Walker, Jammin`Unit, Khan)

1995 год
- Science Wonder - Glam (12" NTA/New Transatlantic)
- White Jazz - Strange Fruit (12" NTA/New Transatlantic)
- The Bionaut: Lush Life Electronica (CD/LP Harvest)

1996 год
- The Bionaut - Please Teenage! (MCD Harvest)
- The Bionaut - Re:[mixed company] (12" Harvest / incl. Mouse-On-Mars-RMX)
- Burger/Ink - Las Vegas (CD Harvest)
- Burger/In - Bring Trance Back (12" Harvest)
- Burger/Ink - Avalon (12" Harvest)
- Burger/Ink - Twelve Miles High (12" Harvest)

1997 год
- The Bionaut - Wild Horse Annie (12" / MCD Harvest)
- The Modernist - Opportunity Knox (CD/LP Harvest)
- Trinkwasser - Cobra (12" / MCD Harvest)

1998 год
- The Modernist - Orange Coloured Sky (MCD)
- Burger/Ink - Las Vegas (CD/LP Matador, USA)

1999 год
- The Modernist - Architainment (12" The Popular Organization)
- The Modernist - Mrs. New Deal (12" & MCD The Popular Organization)
- The Modernist Explosion (CD & LP The Popular Organization / Limited Edition incl. free 7")
- Trinkwasser - Extraleben (12" & MCD The Popular Organization)
- The Bionaut - Friends (CD Harvest)

2000 год
- The Modernist Explosion (CD & LP, Matador, USA / incl. New Tracks)

2001 год
- Pop Up 1 (12" Pop Up / Collaboration with Antonelli Electr.)
- Pop Up 2 (12" Pop Up / Collaboration with Antonelli Electr.)
- The Bionaut - Lubricate Your Living Room ("Best Of"- Compilation CD, Matador, USA & UK)
- Leichtes Hören Teil 1 (CD/LP-Compilation Popular Organization/Kompakt)

2002 год
- Pop Up 3 (12" Pop Up / Collaboration with Antonelli Electr.)
- The Modernist Comeback (12" Wonder)

2003 год
- Popular Internationalists PT. 1 (12" The Popular Organization, with D. Klein, Duplex 100)
- Popular Internationalists PT. 2 (12" The Popular Organization, with D. Klein)
- The Modernist - Protest Songs (12" Wonder)
- The Modernist - [kangmei] (CD/LP Wonder)
- Jens Harke - Freiland / Eigenrauch (Speicher 12 / Kompakt)

2004 год
- Burger Industries - Derby (on Speicher 16 / Kompakt)
- Triola im Fünftonraum (Album / Kompakt CD 35)

2005 год
- The Modernist - Waldorf Hysteria (on Speicher 28 / Kompakt)
- Triola im RemixRaum -Teil 1 (12" / Kompakt 118 / incl. RMXs by Robag Whrume & Wighnomy Bros.)
- Triola im DubRaum -Teil 2 (12" / Kompakt 127 / incl. RMXs by Bus, Dettinger, Mikkel Metal, The Modernist)

2006 год
- Stardiver -  Borderline (on Speicher 35 / Kompakt)
- Spex 72 EP (12" / c/o pop / Kompakt/ feat. Thomas/Burger & The Modernist + popnoname RMX)
- Collector Series Pt.1 -The Modernist - Popular Songs (CD / faith recordings)
- The Modernist presents Popular Songs (12" / Kompakt 142, feat. Closer Music vs. Mikkel Metal & Superpitcher vs. himself)
- Echo Club -  Welcome to Echo Club (12" / Kompakt 148 )

2007 год
- Jörg Burger - Polyform 1 (12" / K2 23 / Kompakt)
- Jörg Burger - Polyform 2 (12" / K2 30 / Kompakt)
- Stardiver -  Another moment of silence (on Speicher 48 / Kompakt)
- Burger/Voigt - Bring Trance Back (12" / Kompakt 163)

2008 год
- Burger/Voigt - Roter Platz (12" / Kompakt 178)

### Ремиксы
Для Ada, Apoll, Bus, Commercial Breakup, Computerjockeys, Contriva, Benjamin Diamond, Freiland, Klee, Justus Köhnke, Malaria, Mikkel Metal, Quarks & Co, Reinhard Voigt, Schiller, Station 17, Sun Electric, Tekbam, Turqoise, и других.

### Музыка для кинофильмов, телевидения и театра
- Buffy the vampire slayer
- Sex and the City
- The 11th hour (di caprio foundation)
- Stiller Sturm (zdf, complete filmscore)
- Tomasso Tessitori (Кёльн)
- Theaterlab (Ньй-Йорк)
- саундтреки для программ немецкого телевидения о животных, насекомых, спорте и маммографии.